# Operand
În matematică un operand este un argument al unei operații, adică este mărimea sau obiectul sau  care participă într-o operație.

## Exemplu
Următoarea expresie aritmetică prezintă un exemplu de operanzi și un operator:
{\displaystyle 3+6=9}
În acest exemplu „+” este simbolul operației de adunare. Operandul „3” este unul dintre argumentele (intrările, mărimile) necesare operației, urmată de adăugarea operatorului, iar operandul „6” este celălalt argument. Rezultatul operației fiind 9.
Deci, un operand este „unul dintre argumentele (intrările) unei operații”.

## Notații

### Expresii
Operanzii pot avea forme mai complicate, pot fi formați din expresii formate și ele din operatori și operanzi.
{\displaystyle (3+5)\times 2}
În acest exemplu „(3 + 5)” este primul operand al operației de înmulțire, iar „2” este al doilea. Operandul „(3 + 5)” este el însuși o expresie, care conține operatorul de adunare cu operanzii „3” și „5”.

### Ordinea operațiilor
Regulile de prioritate afectează valorile care formează operanzii pentru operatori:
{\displaystyle 3+5\times 2}
În expresia de mai sus operatorul de înmulțire este prioritar față de cel de adunare. Operanzii săi sunt „5” și „2”. Operanzii operatorului de adunare sunt „3” și „5 × 2”.

### Poziționarea operanzilor
Poziția operanzilor față de operatori este în funcție de notațiile matematice folosite: notația infixată (normală, cea comună), respectiv cea prefixată (notația poloneză) și cea postfixată (notația poloneză inversă). Notațiile alternative, prefixată și postfixată, se folosesc în informatică.
Mai jos este o comparație a trei notații diferite, toate reprezintă o adunare a numerelor „1” și „2”:
{\displaystyle 1+2} (notația infixată)
{\displaystyle +\;1\;2} (notația prefixată)
{\displaystyle 1\;2\;+} (notația postfixată)

### Ordinea operațiilor în notația infixată (obișnuită)
Într-o expresie matematică operațiile se efectuează în ordinea de la stânga la dreapta. Se începe cu valoarea din stânga și se caută prima operație care trebuie efectuată în conformitate cu ordinea convențională (se începe cu parantezele și se încheie cu operațiile de adunare/scădere). De exemplu, în expresia
{\displaystyle 4\times 2^{2}-(2+2^{2})},
prima operație este o expresie care se găsește în interiorul unei paranteze. Deci, începând din stânga dreapta, se găsește (aici, o singură) paranteză: „(2 + 22)”. În interiorul parantezei se găsește expresia „22” care se evaluează prima. Valoarea expresiei „22” este 4. După ce s-a găsit această valoare, expresia rămasă arată astfel:
{\displaystyle 4\times 2^{2}-(2+4)}
Următorul pas este de a calcula valoarea expresiei din interiorul parantezelor, adică „(2 + 4)” = 6. Expresia devine:
{\displaystyle 4\times 2^{2}-6}
După calculul valorii parantezei se începe din nou de la capăt. Următoarea operație (conform convențiilor) este ridicarea la putere. Începând da la stânga spre dreapta, prima (și singura) ridicare la putere întâlnită este „22” a cărei valoare este 4. Ce a mai rămas este expresia
{\displaystyle 4\times 4-6}.
Următoarea operație este înmulțirea. 4 × 4 este 16. Acum expresia arată astfel:
{\displaystyle 16-6}
Următoarea operație este împărțirea. Însă expresia nu conține nici un semn al împărțirii, așa că se trece la operația de scădere
{\displaystyle 16-6=10}.
Astfel, valoarea expresiei inițiale {\displaystyle 4\times 2^{2}-(2+2^{2})}  este 10.
Este important ca la evaluarea expresiei operațiile să se facă în ordinea stabilită prin convenții. Dacă la evaluarea unei expresii nu respectă ordinea corectă a operațiilor rezultatul poate fi diferit, incorect. Valoarea corectă a expresiei este garantată dacă și numai dacă fiecare operație este efectuată în ordinea corectă.

### Aritate
Numărul de operanzi al unui operator se numește aritate. Pa baza arității, operatorii se clasifică în nulari (0 operanzi), unari (1 operand), binari (2 operanzi), ternari (3 operanzi) etc.

## În informatică
În limbajele de programare definițiile pentru operator și operand sunt aproape la fel ca în natematică.
În informatică, un operand este partea unei instrucțiuni care specifică ce date trebuie prelucrate sau operate, reprezentând în același timp datele propriu-zise.
O instrucțiune de calculator descrie o operație cum ar fi adunarea sau înmulțirea lui X, în timp ce operandul (sau operanzii, deoarece pot fi mai mulți), specifică pe care X să se opereze, precum și valoarea lui X.
În plus, în limbajele de asamblare, un operand este o valoare (un argument) pe care operează instrucțiunea specificată de mnemonică. Operandul poate fi un registru de procesor, o adresă de memorie, o constantă literală sau o etichetă. Un exemplu simplu (în arhitectura x86) este
```
MOV
 
DS
,
 
AX

```

unde valoarea din registrul operand AX se va muta (de fapt copia, M⁠OV⁠(d)) în registrul DS.
În funcție de instrucțiune, aceasta poate avea zero, unul, doi sau mai mulți operanzi.